# インターナショナルジュニアヘビー級王座 (ZERO1)
インターナショナルジュニアヘビー級王座は、プロレスリングZERO1が管理、認定している王座。

## 歴史
2002年、プロレスリングZERO-ONEでNWA、UPW、ZERO-ONEが認定するNWA UPW ZERO-ONE認定インターナショナルジュニアヘビー級王座を創設。6月29日、ZERO-ONE札幌テイセンホール大会で行われた初代王座決定戦に勝利したレオナルド・スパンキーが初代王者になった。
2004年10月31日、NWAが認定を取り止めて新たにWorld-1が認定するUPW ZERO-ONE World-1認定インターナショナルジュニアヘビー級王座に王座名を変更。11月25日、管理団体がプロレスリングZERO1-MAX（後のプロレスリングZERO1）に移って王座名をUPW ZERO1-MAX World-1認定インターナショナルジュニアヘビー級王座に変更。
2005年2月28日、新たにAWAスーパースターズが認定するAWA UPW ZERO1-MAX World-1認定インターナショナルジュニアヘビー級王座に王座名を変更。
2006年8月26日、AWAスーパースターズと業務提携を結んで王座名をAWA世界ジュニアヘビー級王座に変更。
2007年12月15日、AWAスーパースターズとの業務提携が終了したため、王座名をインターナショナルジュニアヘビー級王座に変更。
2011年11月3日、NWAとの業務提携を解消したため、ZERO1でタイトルマッチが行われていたNWA世界ジュニアヘビー級王座はZERO1が王座認定組織「NWA（ニュー・レスリング・アライアンス）」を発足して認定することになった。元々はNWAが管理、認定しているNWA世界ジュニアヘビー級王座。
2012年3月2日、NWA世界ジュニアヘビー級王座とインターナショナルジュニアヘビー級王座が統合されてNWA世界&インターナショナルジュニアヘビー級王座になっている。

## 歴代王者

### NWA UPW ZERO-ONE認定インターナショナルジュニアヘビー級王座
| 歴代  | 選手                   | 戴冠回数 | 防衛回数 | 獲得日付      | 獲得場所 （対戦相手・その他）  |
| ----- | ---------------------- | -------- | -------- | ------------- | ------------------------------ |
| 初代  | レオナルド・スパンキー | 1        | 3        | 2002年6月29日 | 札幌テイセンホール スメリー    |
| 第2代 | ロウ・キー             | 1        | 8        | 2002年9月16日 | 有明コロシアム                 |
| 第3代 | 坂田亘                 | 1        | 3        | 2003年8月31日 | 岐阜産業会館 2004年4月12日返上 |

### UPW ZERO1-MAX World-1認定インターナショナルジュニアヘビー級王座
| 歴代  | 選手     | 戴冠回数 | 防衛回数 | 獲得日付      | 獲得場所 （対戦相手・その他）     |
| ----- | -------- | -------- | -------- | ------------- | --------------------------------- |
| 第4代 | 高岩竜一 | 1        | 4        | 2004年5月16日 | 後楽園ホール トニー・ストラドリン |

### AWA UPW ZERO1-MAX World-1認定インターナショナルジュニアヘビー級王座
| 歴代  | 選手               | 戴冠回数 | 防衛回数 | 獲得日付       | 獲得場所 （対戦相手・その他）               |
| ----- | ------------------ | -------- | -------- | -------------- | ------------------------------------------- |
| 第5代 | スペル・クレイジー | 1        | 0        | 2004年12月18日 | 千葉公園体育館                              |
| 第6代 | 日高郁人           | 1        | 4        | 2005年4月14日  | 後楽園ホール                                |
| 第7代 | 菅原拓也           | 1        | 1        | 2006年2月26日  | 後楽園ホール                                |
| 第8代 | 高岩竜一           | 1        | 0        | 2006年7月27日  | 大阪府立体育会館第2競技場 2006年7月27日返上 |

### AWA世界ジュニアヘビー級王座（AWAスーパースターズ版）
| 歴代  | 選手         | 戴冠回数 | 防衛回数 | 獲得日付      | 獲得場所 （対戦相手・その他） |
| ----- | ------------ | -------- | -------- | ------------- | ----------------------------- |
| 初代  | 藤田ミノル   | 1        | 2        | 2006年8月26日 | KBSホール 菅原拓也            |
| 第2代 | 日高郁人     | 1        | 0        | 2007年1月19日 | 後楽園ホール                  |
| 第3代 | 高岩竜一     | 1        | 1        | 2007年2月18日 | 後楽園ホール 2007年5月6日返上 |
| 第4代 | ディック東郷 | 1        | 1        | 2007年6月20日 | 後楽園ホール 日高郁人         |

### インターナショナルジュニアヘビー級王座
| 歴代   | 選手               | 戴冠回数 | 防衛回数 | 獲得日付       | 獲得場所 （対戦相手・その他） |
| ------ | ------------------ | -------- | -------- | -------------- | ----------------------------- |
| 第5代  | 日高郁人           | 1        | 1        | 2007年10月26日 | 後楽園ホール                  |
| 第6代  | 望月成晃           | 1        | 3        | 2008年1月23日  | 後楽園ホール                  |
| 第7代  | 日高郁人           | 2        | 5        | 2008年6月26日  | 後楽園ホール                  |
| 第8代  | サンジェイ・ダット | 1        | 0        | 2009年3月15日  | 後楽園ホール                  |
| 第9代  | 日高郁人           | 3        | 6        | 2009年11月29日 | 後楽園ホール                  |
| 第10代 | 菅原拓也           | 1        | 8        | 2011年5月23日  | 後楽園ホール                  |

### NWA世界ジュニアヘビー級王座（ニュー・レスリング・アライアンス版）
| 歴代    | 選手                 | 戴冠回数 | 防衛回数 | 獲得日付      | 獲得場所 （対戦相手・その他）                       |
| ------- | -------------------- | -------- | -------- | ------------- | --------------------------------------------------- |
| 第108代 | クレイグ・クラシック | 1        | 23       | 2010年11月6日 | フロリダ州フォートピアス マイク・クアッケンブッシュ |
| 第109代 | 菊地毅               | 1        | 0        | 2012年1月1日  | 後楽園ホール                                        |
| 第110代 | 菅原拓也             | 1        | 5        | 2012年3月2日  | 後楽園ホール                                        |

### NWA世界&インターナショナルジュニアヘビー級王座
| 歴代           | 選手                   | 戴冠回数 | 防衛回数 | 獲得日付       | 獲得場所 （対戦相手・その他） |
| -------------- | ---------------------- | -------- | -------- | -------------- | ----------------------------- |
| 第110代&第10代 | 菅原拓也               | 1        | 5        | 2012年3月2日   | 後楽園ホール                  |
| 第111代&第11代 | ジョナサン・グレシャム | 1        | 1        | 2013年5月4日   | 後楽園ホール                  |
| 第112代&第12代 | HUB                    | 1        | 3        | 2013年9月16日  | 後楽園ホール                  |
| 第113代&第13代 | ジェイソン・リー       | 1        | 3        | 2014年3月9日   | 後楽園ホール                  |
| 第114代&第14代 | 藤田峰雄               | 1        | 1        | 2014年9月19日  | 後楽園ホール                  |
| 第115代&第15代 | 菅原拓也               | 2        | 1        | 2014年11月3日  | グランメッセ熊本              |
| 第116代&第16代 | ジェイソン・リー       | 2        | 1        | 2014年12月28日 | 香港                          |
| 第117代&第17代 | 田中稔                 | 1        | 3        | 2015年3月1日   | 後楽園ホール                  |
| 第118代&第18代 | 大谷晋二郎             | 1        | 3        | 2015年10月11日 | 後楽園ホール                  |
| 第119代&第19代 | 鈴木鼓太郎             | 1        | 3        | 2017年2月3日   | 後楽園ホール                  |
| 第120代&第20代 | ショーン・ギネス       | 1        | 1        | 2017年10月26日 | 後楽園ホール                  |
| 第121代&第21代 | 木高イサミ             | 1        | 2        | 2018年3月4日   | 後楽園ホール 2018年10月返上   |
| 第122代&第22代 | SUGI                   | 1        | 3        | 2018年11月24日 | 新木場1stRING HAYATA          |
| 第123代&第23代 | HUB                    | 2        | 1        | 2020年1月1日   | 後楽園ホール                  |
| 第124代&第24代 | 北村彰基               | 1        | 0        | 2020年9月4日   | 浅草花劇場                    |
| 第125代&第25代 | エル・リンダマン       | 1        | 1        | 2020年11月1日  | 後楽園ホール 2021年9月7日剥奪 |
| 第126代&第26代 | 阿部史典               | 1        | 5        | 2021年9月9日   | 新木場1stRING 北村彰基        |
| 第127代&第27代 | アストロマン           | 1        | 2        | 2022年4月10日  | 両国国技館                    |
| 第128代&第28代 | 井坂レオ               | 1        | 4        | 2023年1月1日   | 後楽園ホール                  |
| 第129代&第29代 | 馬場拓海               | 1        | 2        | 2023年7月15日  | 東区プラザ                    |
| 第130代&第30代 | 吉岡世起               | 1        | 0        | 2024年3月3日   | 後楽園ホール                  |
| 第131代&第31代 | 馬場拓海               | 2        |          | 2025年1月1日   | 後楽園ホール                  |